# Berlin-Prenzlauer Berg
Berlin-Prenzlauer Berg [ˈpʀɛnt͡slaʊ̯ɐˌbɛʁk]  est un quartier de Berlin, faisant partie de l'arrondissement de Pankow. Lors de la séparation de la ville, il formait l'ancien district de Prenzlauer Berg et était situé dans le secteur est. En 2001, celui-ci a été regroupé avec ceux de Pankow et Weißensee.
Après la réunification allemande, en 1990, Prenzlauer Berg est vite devenu attrayant pour les jeunes du fait de son style de vie alternatif.

## Histoire
Le développement de Prenzlauer Berg remonte à la deuxième moitié du XIXe siècle sur les plans de l'urbaniste James Hobrecht, et de son Hobrecht Plan, le pendant berlinois d'Haussmann. Le quartier était plutôt destiné aux classes moyennes, mais ses immeubles péjorativement appelés « casernes locatives » (en allemand : Mietskasernen) seront surtout habités par des intellectuels, des artistes et des étudiants au temps de la République démocratique allemande. Depuis la réunification, beaucoup d'immeubles ont été rénovés, attirant des catégories sociales plus aisées (Allemands de l'ouest et étrangers notamment de nombreux Français). Cependant, il reste encore beaucoup d'Allemands de l'est et d'artistes le long de la Kastanienallee, de la Schönhauser Allee ou de la Danziger Straße.
On trouvait beaucoup de brasseries à « Prenzl'berg », certaines ont aujourd'hui été rénovées comme la Kulturbrauerei, qui accueille désormais cinq clubs, un cinéma, deux salles de concerts et de nombreux bars.

## Population
Le quartier comptait 161 061 habitants le 1er janvier 2017 selon le registre des déclarations domiciliaires, soit 14 702 hab./km².
Prenzlauer Berg est particulièrement jeune : plus du quart de la population a entre 15 et 30 ans. Le nombre d'enfants par femme atteint 2,1, alors qu'il est de 1,3 pour le reste de l'Allemagne.

## Lieux intéressants
- l'église Gethsemané, haut lieu de la résistance à l'époque de la RDA.
- la Kapelle der Versöhnung (en français Chapelle de la Réconciliation), une nouvelle église dans la Bernauer Straße, remplaçant l'originelle Église de la Réconciliation, séparée de sa paroisse par le Mur et démolie en 1985 à cause de sa proximité au Mur.
- l'église du Sacré-Cœur, architecture néoromane à l'extérieur et romano-byzantine à l'intérieur.

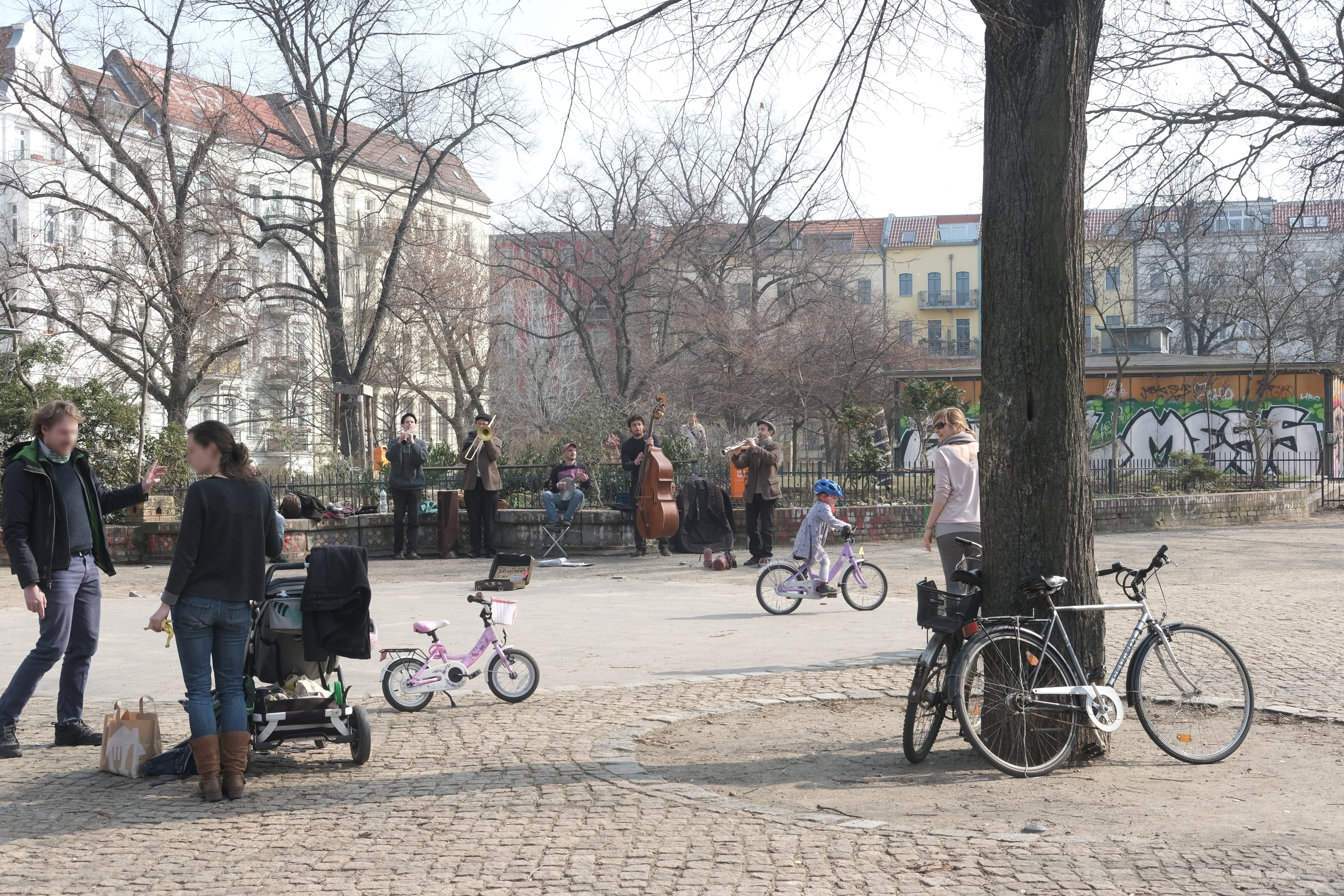
Helmholtzplatz.

- Kollwitzplatz et Helmholtzplatz les jours de marché.
- le cimetière juif sur la Schönhauser Allee, où le peintre Max Liebermann et le compositeur Giacomo Meyerbeer sont enterrés.
- la synagogue de la Rykestrasse.
- le Mauerpark (en français parc du Mur) qui se situe à l'ancien emplacement du mur de Berlin.
- le parc public de Prenzlauer Berg, point culminant du quartier (91 m), oasis de nature sauvage au milieu des immeubles de l'ex-RDA.
- le carrefour Eberswalder Straße/Schönhauser Allee, est le centre de la vie nocturne de Prenzlauer Berg. Dans un rayon de 300 m, on peut y manger, boire un verre, danser et même jouer au tennis de table toute la nuit.
- la Falkplatz, petit parc calme situé près du Mauerpark, haut-lieu du pique-nique l'été.
- le Flohmarkt (marché aux puces) de Prenzlauer Berg se déroule tous les dimanches à côté de Mauer Park.
- la Kultur Brauerei ; ancienne brasserie Schulteiss reconvertie au lendemain de la chute du Mur (1992) en centre culturel : cinéma, théâtre, bar avec salle de concert, discothèques et brasseries.
- le Prater, biergarten.
- amateurs de vieux meubles, de bibelots, de fripes vintage, d'instruments de musique ou de jouets « made in RDA », mettez le cap sur la petite Arkonaplatz de Prenzlauer Berg. Chaque dimanche, de 10h à 16h, ces puces devenues bien plus huppées que le marché de Mauerpark, proposent leur lot de trouvailles à bon prix.
- la Stadtbad Oderberger Straße.

## Littérature, cinéma
- Oh Boy (film, 2012) comporte un passage dans une épicerie aux abords de la station de Métro de Berlin d'Eberswalder Straße (métro de Berlin)
- L'été à Berlin (en allemand Sommer vorm Balkon) (2005) d'Andreas Dresen qui se déroule intégralement à Prenzlauer Berg

## Transports
La trame viaire de Prenzlauer Berg est formée par plusieurs grandes avenues radiales convergeant vers Alexanderplatz (Schönhauser Allee, Prenzlauer Allee, Greifswalder Straße et Landsberger Allee), et de deux rocades (Danziger Straße et Bornholmer Straße et ses prolongements), assurant un excellent maillage. Ces grands axes sont tous parcourus par des lignes de tramway en site propre, ceux-ci bénéficiant d'une vitesse commerciale élevée. De plus, il y a au centre de la Schönhauser Allee une ligne de métro aérien, et la partie nord-est de la ligne de ceinture du S-Bahn berlinois. Il est donc très aisé de se déplacer dans et vers Prenzlauer Berg, que ce soit en transports publics, en voiture ou à vélo, toutes les avenues étant dotées de pistes cyclables.

### Gares de S-Bahn
| : Storkower Straße Landsberger Allee Greifswalder Straße Prenzlauer Allee Schönhauser Allee | : Storkower Straße Landsberger Allee Greifswalder Straße Prenzlauer Allee Schönhauser Allee Bornholmer Straße |

### Stations de métro
:
Senefelderplatz
Eberswalder Straße
Schönhauser Allee

## Galerie

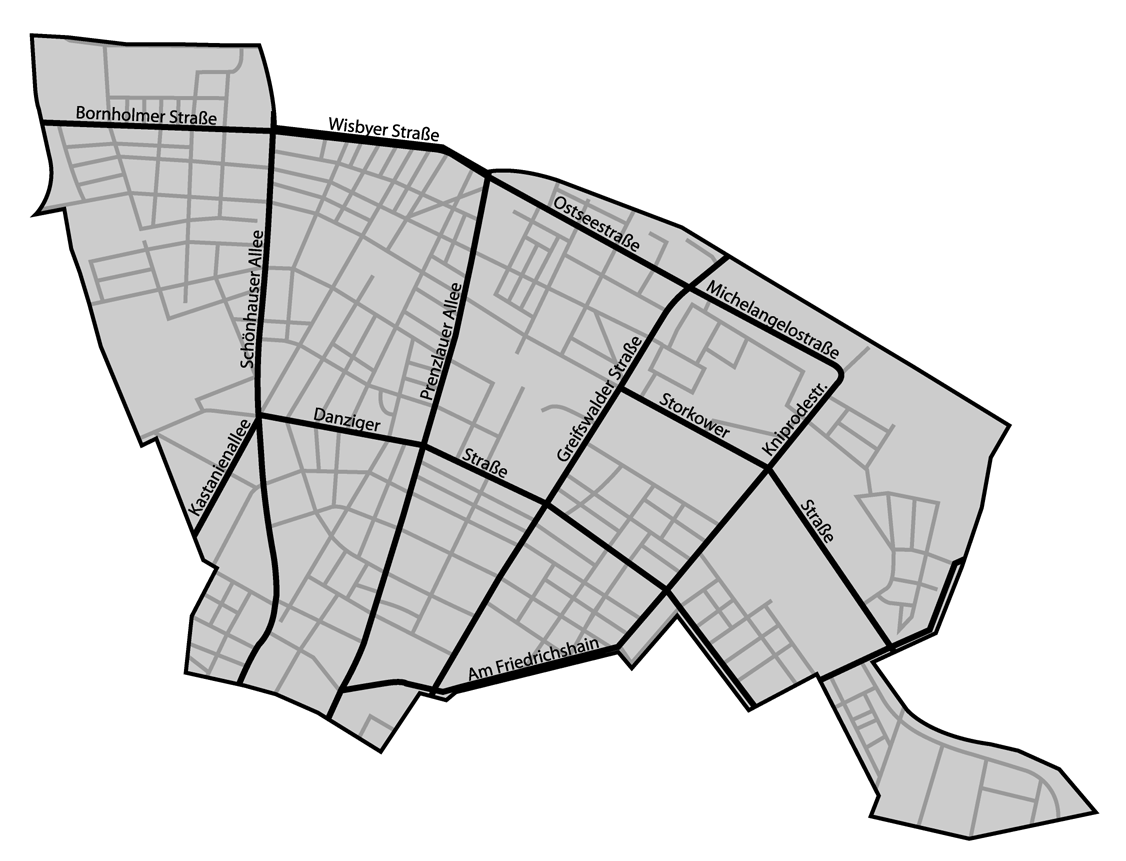
La trame viaire de Prenzlauer Berg.
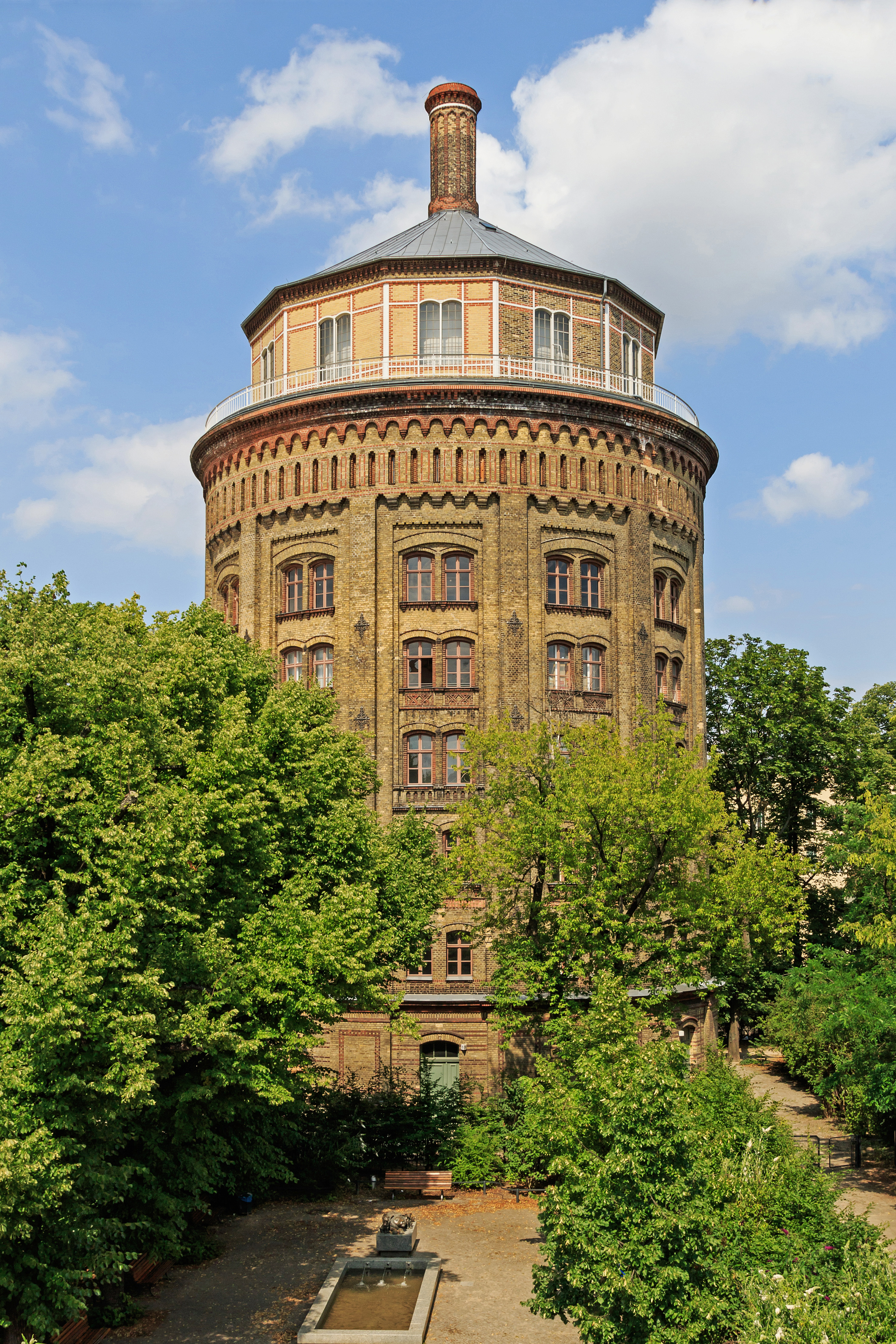
Le « Wasserturm » (Château d'eau).
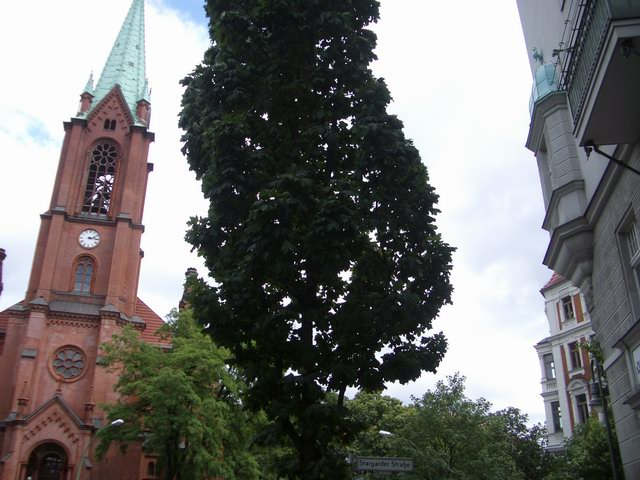
Gethsemanekirche (L'église Gethsemane).
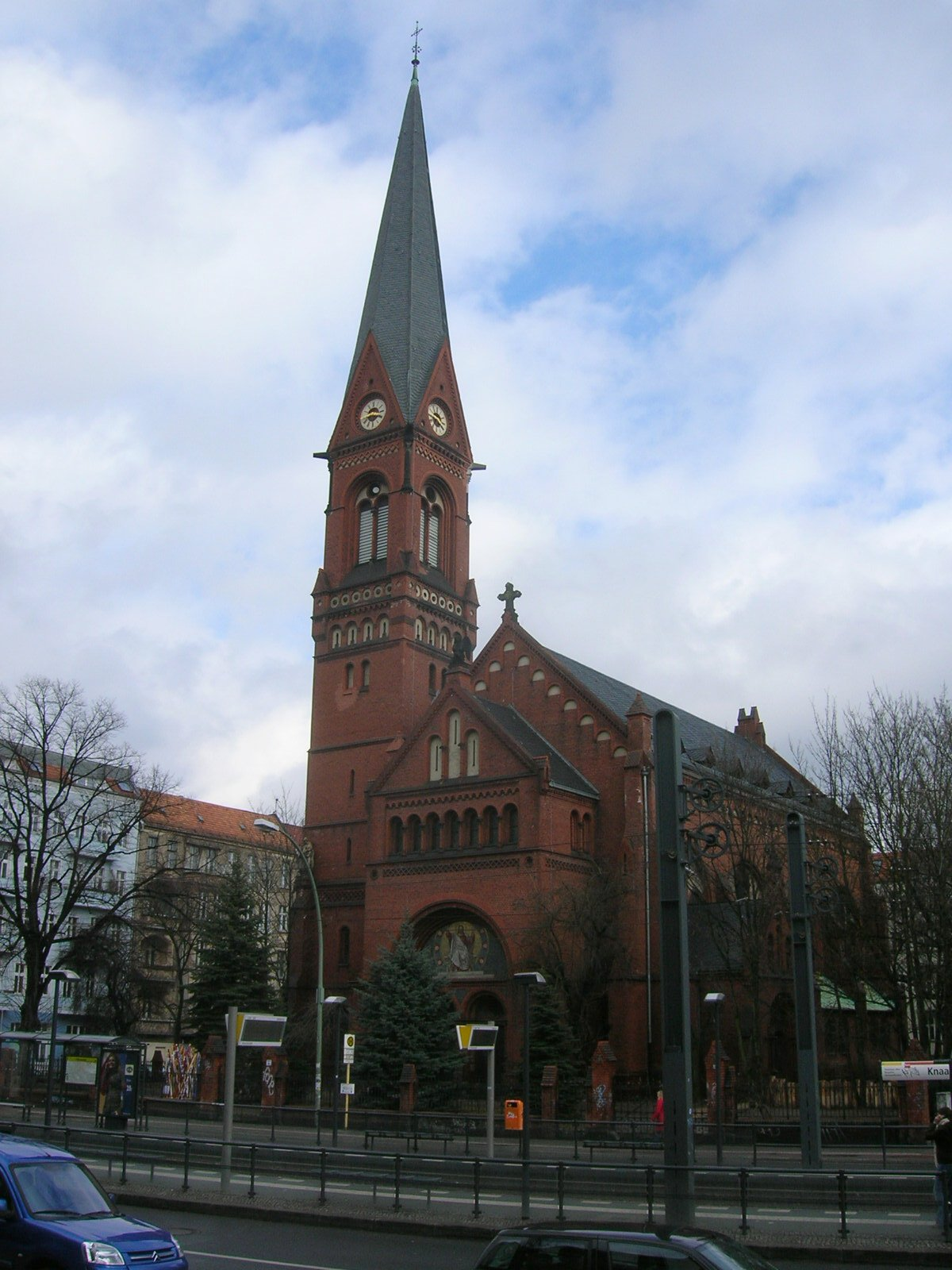
Immanuelkirche (L'église St. Emmanuel).
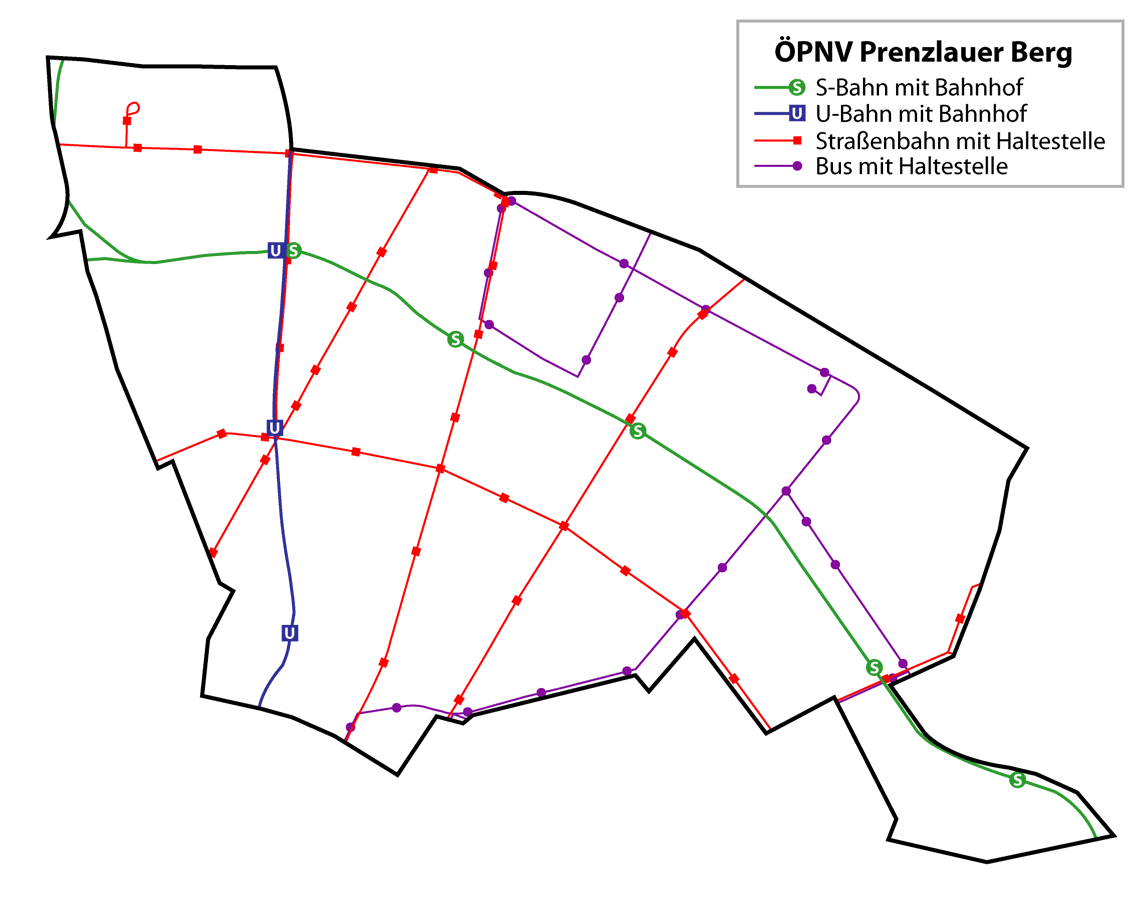
Transports publics à Prenzlauer Berg.
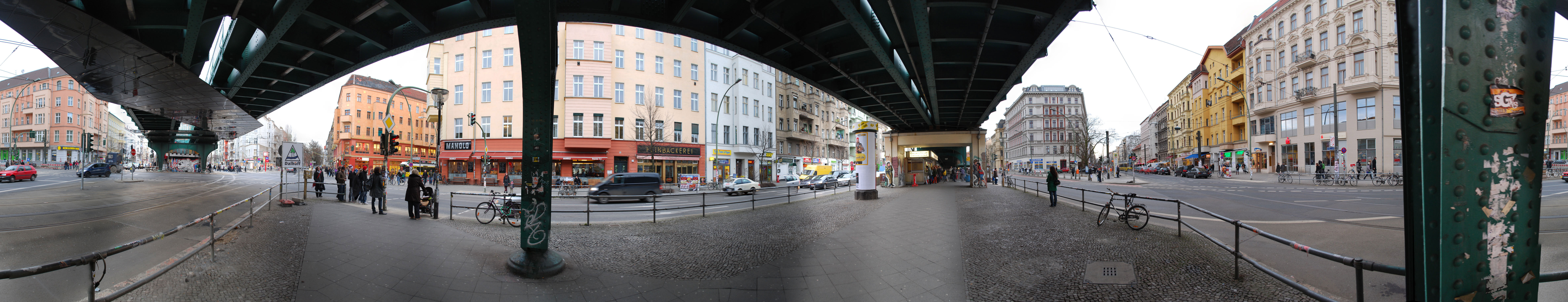
Vue à 360° du carrefour Eberswalder Strasse/Schönhauser Allee